# Стрілеча (пункт контролю)
50°18′10″ пн. ш. 36°23′54″ сх. д. / 50.30278° пн. ш. 36.39833° сх. д.
Стріле́ча — пункт пропуску через державний кордон України на кордоні з Росією. Через пропускний пункт здійснюється пішохідний контроль.
Розташований у Харківській області, Харківський район, поблизу села Стрілеча, на автошляху місцевого значення. З російського боку розташований пункт пропуску «Журавлівка», Бєлгородський район Бєлгородської області.
Вид пропуску — пішохідний. Статус пункту пропуску — місцевий (цілодобовий).
Пункт може здійснювати тільки радіологічний, митний і прикордонний контроль[відсутнє в джерелі].